# Marco Dall’Aquila
Marco Dall’Aquila, in Drucken auch Marco da L’Aquila (* um 1480; † nach 1538) war ein italienischer Lautenist und Komponist der Renaissance.

## Leben und Wirken
Ob „Maestro Marco“ aus der Stadt L’Aquila im Bereich des damaligen Königreichs Neapel stammt oder aus der illyrischen Ortschaft Aquileja, die zur Republik Venedig gehörte, ist nicht endgültig entschieden. Nachdem er aber vorwiegend in Venedig tätig war und außerdem Mitglied der dortigen Scuola di San Rocco war, wird die zweite Möglichkeit als die wahrscheinlichere angesehen. In Briefen an die Führung und die Ratsversammlung des Stadtstaats Venedig (Serenissimi Principi und Sapientissimi Consiglio) hat Dall’Aquila etwa im Herbst 1504 um ein zehnjähriges Privileg gebeten, seine noch nicht im Druck erschienenen Lautenstücke selbst zu veröffentlichen, die er „mit der größten Mühe und nicht nur mittelgroßen Kosten“ geschaffen hatte. Das Privileg hat er am 11. März 1505 erhalten, scheint aber keinen Gebrauch davon gemacht zu haben. Vermutlich hat er Rücksicht genommen auf den Musikverleger Ottaviano Petrucci (1466–1539), der schon im Mai 1498 im Bereich der Republik Venedig für 20 Jahre das ausschließliche Privileg zum Druck und Vertrieb von Mensuralmusik und von Lauten- und Orgeltabulaturen erhalten hatte.
Von der Bedeutung Dall’Aquilas in seinem damaligen kulturellen und musikalischen Umfeld zeugen die Kontakte, die er mit herausragenden Persönlichkeiten gepflegt hatte. Beispielsweise schrieb der Musiktheoretiker Giovanni Spataro (1458–1541) am 10. November 1524 an den Komponisten Marco Antonio Cavazzoni (1480–1559) einen Brief und drückte darin seine Verwunderung aus, dass der Musiktheoretiker Pietro Aron (≈1480–nach 1545) bei einem „bloßen Lautenschläger wie Dall’Aquila“ einen Rat zu einem musiktheoretischen Problem eingeholt habe. Zum anderen schrieb der Dichter und Humanist Pietro Aretino an den Drucker Paolo Manuzio am 9. Dezember 1537 unter anderem, dass Dall’Aquila sein Lautenlehrer gewesen sei; er nennt ihn seinen „Magister“ (dessen Werke häufig mit „Maestro Marco“ signiert sind). Darüber hinaus ist er auch im Vorwort des Lautenbuchs erwähnt, welches Francesco Marcolini 1536 herausgegeben hat. Der weitaus größere Teil der Kompositionen von Marco Dall’Aquila ist handschriftlich überliefert.

## Bedeutung
Die Lautenkunst von Marco Dall’Aquila liegt im mittleren Bereich zwischen dem früheren Lautenstil der venezianischen Schule, soweit dieser in den Drucken von Ottaviano dei Petrucci sichtbar wird, und dem späteren Stil seiner Nachfolger Francesco Canova da Milano und Alberto da Mantova (= Alberto da Ripa) mit ihrem raffiniert imitatorischen Aufbau ihrer Ricercare und Fantasien nach dem Muster der zeitgenössischen Vokalpolyphonie. In Dall’Aquilas Musik sind somit freie Improvisations- und Tanzstilelemente mit strengeren kontrapunktischen Teilen vereint. In seinen drei- bis vierstimmigen Stücken wechseln klangvolle Akkordpassagen mit fließenden imitatorischen Abschnitten rasch und mannigfaltig ab. In einem besonders bemerkenswerten Ricercare verwendete er für damals ganz unübliche Akkordbrechungen, wie sie erst im 17. Jahrhundert zum Stil der französischen Lautenkunst gehörten. Dall’Aquila hat außer den üblichen Gattungen Fantasia und Ricercare auch Tanzstücke und Bearbeitungen französischer Chansons geschrieben.

## Werke
Gesamtausgabe in Monumenti di storia musicale abruzzese, Band 1, herausgegeben von A. J. Ness (Istituto abruzzese di storia musicale)
- 3 Fantasien (Titel Fantasia de M. Marco da Laquila) in Antonio Casteliono (Hrsg.): Intabolatura de leuto de diversi autori. Mailand 1536 (= Répertoire international des sources musicales. Nr. 1536/10); auch in Hortus musarum, Löwen 1552 (= Répertoire international des sources musicales. Nr. 1552/31) oder in Ein newes künstlichs Lautenbuch Nürnberg 1552 (= Répertoire international des sources musicales Nr. 1552/31), davon 2 Fantasien in La intabolatura de lauto de diversi autori, Venedig 1563 (= Répertoire international des sources musicales. Nr. 1563/21)
- 25 Stücke als Manuskript